# 夏店镇 (汝州市)
夏店乡，是中华人民共和国河南省平顶山市汝州市下辖的一个乡镇级行政单位。

## 行政区划
夏店乡下辖以下地区：
新村、夏东村、夏西村、夏南村、夏北村、孔寨村、鲁张村、上鲁村、磨庄村、八里王村、西湖村、路庄村、陈庄村、毛寨村、孙庄村、呼窑村、甄窑村、河口村、关帝庙村和黄沟村。